# Hruby Przechód
Hruby Przechód – płytkie siodełko położone na wysokości 2404 m w południowej grani Hrubego Wierchu (2429 m) pomiędzy jego szczytową kopułą a Furkotem. Na obydwie strony opadają z niego łatwe do przejścia żleby. Opadającego do Doliny Młynickiej żlebu południowo-wschodniego lepiej jednak unikać, gdyż jest w nim dużo wiszących skał grożących oderwaniem. Opadający do Niewcyrki żleb południowo-zachodni  jest niewiele bezpieczniejszy.
Hruby Przechód  ma znaczenie orientacyjne, gdyż zaczyna się na nim długi zachód ciągnący się po południowej stronie głównej grani odnogi Krywania aż do Przełączki nad Małym Ogrodem. Umożliwia on ominięcie grani i zdobywania wszystkich jej szczytów i turniczek na tym odcinku.
Autorem nazwy przechodu jest Władysław Cywiński.